# Atractolina
Atractolina es un género de foraminífero bentónico considerado un sinónimo posterior de Glandulina de la Subfamilia Glandulininae, de la Familia Glandulinidae, de la Superfamilia Polymorphinoidea, del Suborden Lagenina y del Orden Lagenida. Su especie-tipo era Nodosaria les Glandulines laevigata. Su rango cronoestratigráfico abarcaba desde el Cretácico hasta la Actualidad.

## Discusión
Clasificaciones previas incluían Atractolina en la Superfamilia Nodosarioidea.

## Clasificación
Atractolina incluye a la siguiente especie:
- Atractolina laevigata †